# Útica
Útica – miasto w Kolumbii, w departamencie Cundinamarca.